# Professeur Gosset
Pour le chirurgien français, voir Antonin Gosset.
Le Professeur Gosset est un ancien cotre-pilote du port de Fécamp.
Il appartient désormais à l'association fécampoise Côtre-Pilote Professeur Gosset.

## Historique

### Cotre pilote
Il a été construit pour l'Association des pilotes de Fécamp en 1935. C'est une coque en bois de type voilier, de construction traditionnelle de charpenterie de marine, mais qui a été doté d'un moteur Lesouef de 25 ch.

### Action durant la Seconde Guerre mondiale
Au début de la Seconde Guerre mondiale, il a participé à l'évacuation de plusieurs personnes vers l'Angleterre. Puis il est réquisitionné par la marine allemande et est basé à Boulogne-sur-Mer. En 1944 il est coulé dans le port. Après renflouage il sert quelque temps pour la pêche, puis il est abandonné.

### Restauration
Retrouvé en 1993, il est rapatrié sur Fécamp pour une remise complète en état capable de le refaire naviguer. Il a été confié au chantier-centre de formation de l'ISMM-ADFM-Voiles de l'espoir qui en a assuré la restauration.

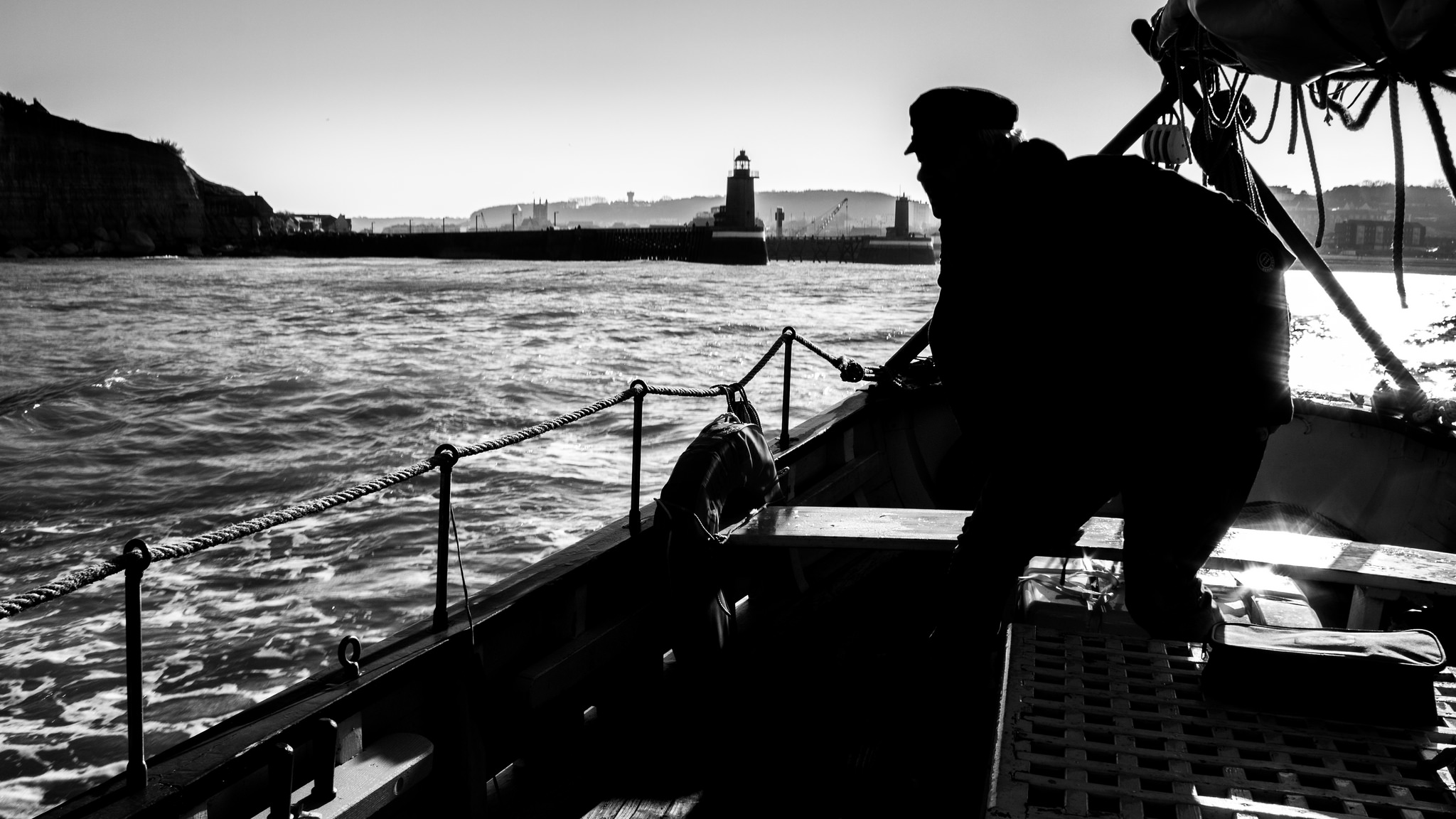
Le capitaine sur le Côtre-Pilote Professeur Gosset.

Il a été remis à l'eau le 19 septembre 2009.